# QuattroBass
Квартет «QuattroBass» (иногда упоминается как «Quattro Bass») — санкт-петербургский квартет контрабасов. Под названием «QuattroBass +» (иногда упоминается как «Quattro Bass+») выступает также как секстет контрабасов.
Ансамбль был создан известным контрабасистом, заслуженным артистом РФ Александром Шило в 1999 году. Среди музыкантов, в разное время выступавших в составе ансамбля, — лауреаты международных конкурсов Артём Чирков, Никита Наумов и Виктор Кононенко, , Игорь Елисеев, Мария Шило, Иван Медведев, Борис Маркелов, Дмитрий Попов, Кирилл Дубовик, Владимир Ивахненко, Олег Кобельский, Борис и Глеб Дягилевы, Арсений Газизов.
Репертуар квартета включает классические произведения, среди которых Чакона Баха, «Танец с саблями» Хачатуряна, вариации на темы Россини, Верди, Чайковского, Бородина, Мусоргского, а также лёгкую, развлекательную музыку.
Специально для ансамбля контрабасов под управлением Александра Шило контрабасистом и композитором Авдеем Мирзоевым был сделан ряд переложений и обработок, в том числе переложение оперы Чайковского «Евгений Онегин» для солистов и секстета контрабасов, весной 2004 года впервые исполненное в Санкт-Петербурге в рамках торжеств по случаю 130-летия Сергея Кусевицкого, а июне 2006 года прозвучавшее в Государственном музее-заповеднике А. С. Пушкина «Михайловское». Композитором и дирижером Сергеем Дягилевым (мл.) были переложены для коллектива «Поганый пляс» из балета Игоря Стравинского «Жар-птица» и Павана Мориса Равеля. В расчёте на ансамбль «QuattroBass +» был создан Реквием Игоря Воробьёва для сопрано, хора, духовых, ударных, фортепиано и шести контрабасов; оригинальные произведения также создали для коллектива петербургские композиторы Александр Чайковский, Ольга Петрова, Ирина Цеслюкевич.